# Hylophorbus
Hylophorbus és un gènere de granotes de la família Microhylidae que és endèmic de Papua Nova Guinea i Indonèsia.

## Taxonomia
- Hylophorbus nigrinus (Günther, 2001).
- Hylophorbus picoides (Günther, 2001).
- Hylophorbus richardsi (Günther, 2001).
- Hylophorbus rufescens (Macleay, 1878).
- Hylophorbus sextus (Günther, 2001).
- Hylophorbus tetraphonus (Günther, 2001).
- Hylophorbus wondiwoi (Günther, 2001).